# Eurycope vasinae
Eurycope vasinae är en kräftdjursart som beskrevs av Malyutina och Oleg Grigor'evich Kussakin 1996. Eurycope vasinae ingår i släktet Eurycope och familjen Munnopsidae. Inga underarter finns listade i Catalogue of Life.